# Канеллоцветные
Канеллоцве́тные (лат. Canellales) — порядок цветковых растений, который признаётся начиная с таксономической системы классификации цветковых растений APG II.

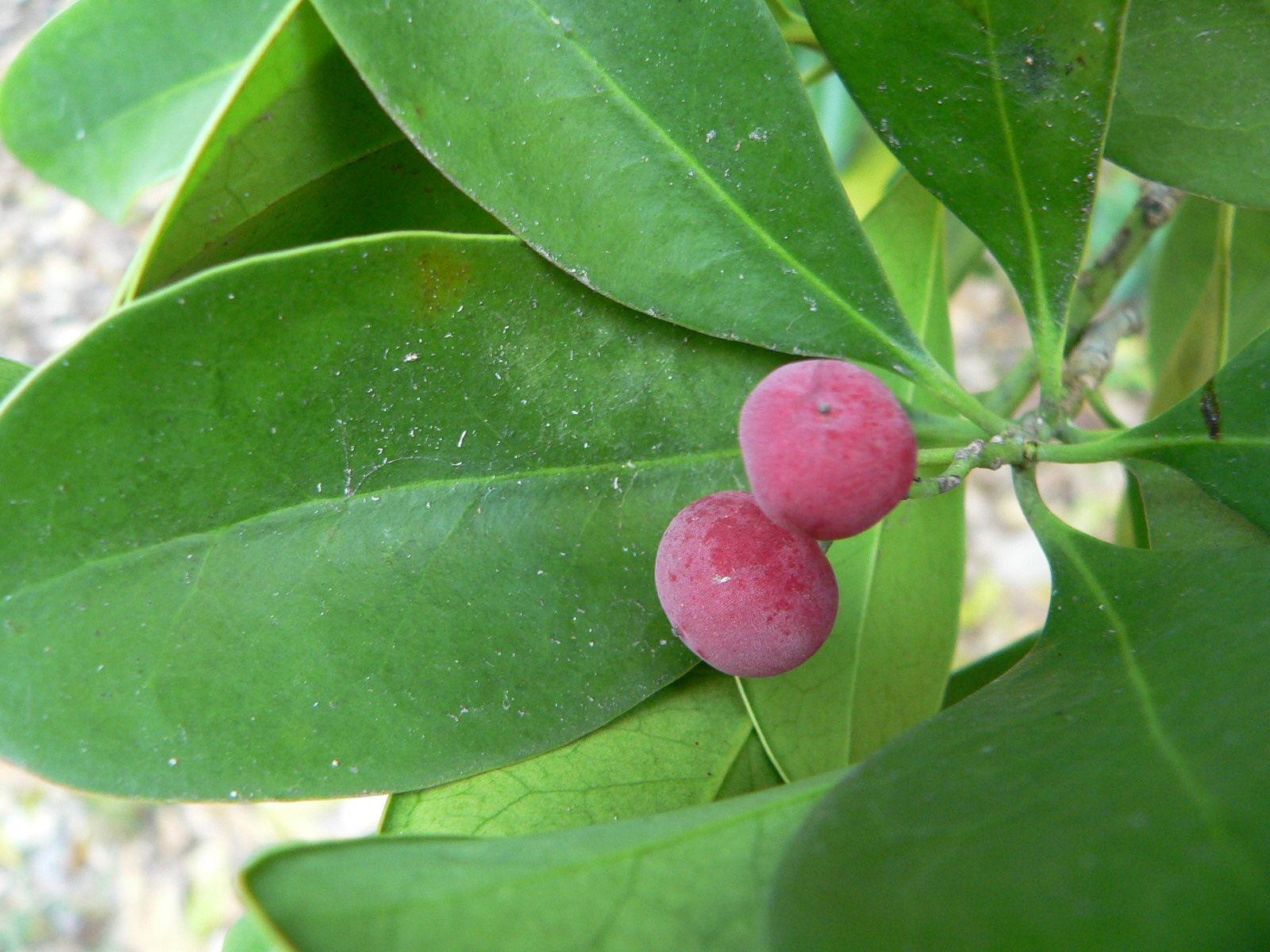
Листья и плоды Canella winteriana

В современной системе классификации APG IV порядок относится к кладе Цветковые растения и включает 2 семейства, 10 родов и 114 видов растений:
- Семейство Канелловые (Canellaceae), монотипное, включает 5 родов и 21 вид растений
- Семейство Винтеровые (Winteraceae), включающее 5 родов и 93 вида растений

### Таксономическое положение[1]
Canellales  Cronquist, 1957, Bull. Jard. Bot. État Bruxelles 27: 17
Порядок Канеллоцветные включается в дочернюю кладу Магнолииды клады Цветковые растения. Кладограмма в соответствии с Системой APG IV:
|  |                          |  |                                   | порядок Канеллоцветные |  | 2 семейства |  | 10 родов |  | 114 видов |
|  |                          |  |                                   | порядок Канеллоцветные |  | 2 семейства |  | 10 родов |  | 114 видов |
|  | клада Цветковые растения |  |                                   |                        |  |             |  |          |  |           |
|  |                          |  |                                   |                        |  |             |  |          |  |           |
|  |                          |  | ещё 63 порядка цветковых растений |                        |  |             |  |          |  |           |
|  |                          |  |                                   |                        |  |             |  |          |  |           |